# 吉田隆行
吉田 隆行（よしだ たかゆき、1952年〈昭和27年〉6月30日 - ）は、日本の政治家。広島県坂町長（9期目）。広島修道大学商学部出身。2024年度 広島修道大学特別客員教授。2025年1月26日、1981年（昭和56年）以来44年ぶりの選挙戦となった任期満了に伴う坂町町長選挙投開票が行われ、無所属で現職の吉田隆行が9回目の当選を果たした。
本名は、旧字の"隆"（生の上に横棒1本が入る）。

## 来歴
1993年2月8日に町長に就任した。
2021年時点で日本国内の在任中の首長では、大分県姫島村村長の藤本昭夫と並ぶ最多の連続無投票当選だった。
2023年7月31日、国内926町村でつくる全国町村会の会長に就任。

## 坂町長選挙

### 1993年から2021年
- 1993年から2021年まで8期連続無投票当選[6]。

### 2025年1月
- 2025年1月26日実施[10]

※当日有権者数：10,155人 最終投票率：55.65%（前回比：pts）
| 候補者名   | 年齢 | 所属党派 | 新旧別 | 得票数  | 得票率 | 推薦・支持 |
| ---------- | ---- | -------- | ------ | ------- | ------ | ---------- |
| 吉田隆行   | 72   | 無所属   | 旧     | 3,341票 | %      |            |
| 豊岡勘太郎 | 60   | 無所属   | 新     | 2,267票 | %      |            |